# Sid Meier's SimGolf
Sid Meier's SimGolf — відеогра в жанрі симулятор про гру в гольф, створена студією Firaxis Games, і видана в 2002 році для Microsoft Windows. Головним розробником гри є Сід Меєр, який співпрацював з Вільямом Райтом, творцем The Sims і запозичив деякі елементи інтерфейсу у його гри. В результаті меню управління в SimGolf практично ідентичне меню в The Sims.

## Ігровий процес
У грі є можливість облаштовувати порожній ландшафт, щоб на його місці побудувати величезний гольф-майданчик. На початку гравець повинен вибрати країну, де він буде створювати свою гольф-імперію, це може бути пустеля, або навіть тропіки. Також гравцеві видаються грошові кошти, на які він може облаштовувати ландшафт майданчика для гольфу деревами, кущами, декораціями і будівлями, в яких будуть обслуговуватися відвідувачі, чим кращий гольф-майданчик, тим більше задоволені відвідувачі, які будуть приносити непоганий дохід. Якщо ж у гравця не залишиться грошей, то гра закінчується. За парком також необхідний догляд, для цього треба наймати садівників. Головна мета гравця полягає в тому, щоб зробити відвідувачів щасливими, як нагороди, гравець отримує можливість розмістити в своєму парку злітно-посадкову смугу, тематичні парки, церкви і тенісний корт, де відвідувачі зможуть додатково розважитися. У створеному власноруч парку можна також самому грати в гольф, за що можна отримати додаткові гроші, якщо виграєш змагання.

## Критика
Гра отримала позитивні відгуки після виходу, а сайт Game Rankings дав йому оцінку 81,71 %, в той час як Metacritic оцінив гру на 84 з 100.
Критики журналу IGN похвалили гру, назвавши її геймплей неймовірно захоплюючим і цікавим. Тут гравець може повною мірою реалізувати свою фантазію і облаштувати парк на свій смак і лад. З іншого боку необхідно постійно стежити за бюджетом, щоб він не йшов в мінус, для ледачих гравців в грі є легкий режим, однак він робить гру більш нудною.
Критик журналу GameSpot Ендю Парк зазначив, що хоча від спільної роботи таких гігантів як Сід Меєр і Вільям Райт очікуєш неймовірно складну і просунуту стратегічну гру, а насправді SimGolf виявилася дуже простою і приносить задоволення, яка сподобається навіть тим, хто ніколи не грав у гольф.
| Агрегатор    | Оцінка |
| ------------ | ------ |
| GameRankings | 81.71% |
| Metacritic   | 84/100 |

| Видання        | Оцінка  |
| -------------- | ------- |
| AllGame        | [ 6 ]   |
| Game Informer  | 9.25/10 |
| GameRevolution | B+      |
| GameSpot       | 8.8/10  |
| GameSpy        | 80 %    |
| GameZone       | 8.7/10  |
| IGN            | 8.5/10  |
| PC Gamer (США) | 76 %    |
| X-Play         | [ 14 ]  |